# Buddy Bolden
Pour les articles homonymes, voir Bolden.
Charles « Buddy » Bolden ou  Buddy Bolden, est né le 6 septembre 1877 à La Nouvelle-Orléans et mort le 4 novembre 1931 à Jackson (Louisiane).
Il est en général considéré comme le premier chef de groupe orchestral qui improvise sa musique, une musique connue plus tard sous le nom de jazz. Il est le premier king de la trompette à la Nouvelle-Orléans.

## Présentation
Sa vie est en grande partie inconnue : si elle a pu être éclairée par les témoignages oraux de quelques-uns de ceux qui l'avaient fréquenté, elle se perd trop souvent dans la légende pour permettre une biographie complète. Enfant de La Nouvelle-Orléans, Buddy Bolden a dû fréquenter dès son plus jeune âge les orchestres noirs de la ville et apprendre à jouer auprès d'eux du cornet et du cor. En 1895, il rassemble quelques musiciens au sein du Bolden Band. Comme toutes les formations de la ville à cette époque, le Bolden Band joue les différents styles de musique alors en vogue, selon la commande : valse, mazurka, blues, rag, etc. Très vite cependant, il s'émancipe des cadres des musiques connues et développe un style propre, original, révolutionnaire. On prête en effet à Buddy Bolden d'avoir le premier fusionné le ragtime, le blues rural, les negro spirituals chantés dans les églises baptistes et la musique des marching bands, donnant ainsi naissance à une sorte de ragtime relâché et largement ouvert à l'improvisation, une « hot music » jusqu'alors inouïe. Avec ce style nouveau, Buddy Bolden bouleverse l'organisation traditionnelle des « dance bands » : les instruments à cordes deviennent la section rythmique tandis que les cuivres passent au premier rang. Cette mise en avant des cuivres et cette liberté introduite par l'improvisation offrent à Buddy Bolden la possibilité d'exposer un jeu de cornet et de cor non moins exaltant : clair, puissant et « grand-ouvert ». C'est pourquoi la création du Bolden Band est regardée comme l'acte fondateur de cette musique qui sera plus tard appelée le jazz.
Buddy Bolden et son groupe deviennent ainsi l'orchestre le plus apprécié et le plus sulfureux de La Nouvelle-Orléans. Appréciés, ils sont réclamés dans les fameuses parades de la ville ainsi que dans ses plus grandes salles : le Perseverance Hall, le Massonic Hall, le Jackson Hall ou encore le Union Sons. Du répertoire de Buddy Bolden, on ne connaît que les titres Careless Love et My Bucket's Got A Hole In It, ainsi que ces morceaux par lesquels il avait l'habitude de terminer ses concerts : Get Out Of Here And Go Home!, ou, pour des scènes plus policées, Home! Sweet Home!. Son titre le plus célèbre aura néanmoins été Funky Butt. Ce nom, en passant, fait pour la première fois apparaître le terme de « funk » dans la musique populaire : il désignerait, selon plusieurs sources, l'odeur de transpiration produite par les danseurs dans les auditoriums bondés. Sulfureux justement, parce que leur hot music inciterait aux danses langoureuses et participerait de la légèreté des mœurs de Storyville, le quartier chaud. D'ailleurs, la chanson Funky Butt, pour ne parler que d'elle, choquait une partie de la société néo-orléanaise par son langage populaire et son contenu explicite, au point qu'en siffler l'air en public était considéré comme extrêmement vulgaire. Celui-ci a néanmoins été retenu et publié dans le St. Louis Tickle.
En 1907, cependant, la santé mentale de Buddy Bolden se dégrade. À ses problèmes avec l'alcool s'ajoutent de fortes migraines et des comportements incohérents voire violents. Atteint de schizophrénie, il est interné dans un établissement spécialisé à Jackson, Louisiane, duquel il ne sortira plus. The Bolden Band est alors repris par son trompettiste du moment, Frankie Dusen, et rebaptisé The Eagle Band. Fidèle à l'esprit de son fondateur, cette formation restera très célèbre à La Nouvelle-Orléans jusqu'en 1917, date à laquelle les autorités décideront la fermeture des cabarets de Storyville, obligeant les musiciens qui s'y produisaient à migrer vers des villes plus accueillantes, notamment Chicago. Buddy Bolden mourra en 1931 et sera enterré au Holt Cemetery de La Nouvelle-Orléans, dans une tombe pauvre et non-marquée. En 1998, un monument à sa mémoire sera néanmoins élevé dans ce cimetière.
Une tradition veut que Buddy Bolden ait gravé au moins un cylindre phonographique, mais cet enregistrement, s'il a vraiment existé, est aujourd'hui perdu. Le génie de sa percée musicale et le brio de son jeu appartiennent donc à la légende. Son héritage, ce sont les nombreux disciples et émules qu'il a faits, c'est-à-dire ces musiciens qui formeront à leur tour leurs propres bands à La Nouvelle-Orléans puis dans l'ensemble des États-Unis pour donner corps au jazz Nouvelle-Orléans ou Dixieland, premier épisode de l'épopée du jazz. On rapporte que Sidney Bechet, encore enfant, ou Bunk Johnson, ont joué, un temps, dans le mythique Bolden Band. Mais ce sont en fait tous les pionniers du jazz qui se sont inspirés de son jeu, à commencer par Freddie "King" Keppard, Joe "King" Oliver, Johnny Dodds ou Louis Armstrong. Le nom de Buddy Bolden survit dans le titre Buddy Bolden's Blues (I Thought I Heard Buddy Bolden Say), qui est en réalité la reprise par Jelly "Roll" Morton du fameux Funky Butt. Sidney Bechet rendra hommage au père du jazz dans son Buddy Bolden Stomp, puis Duke Ellington dans son titre A Drum Is A Woman (1957) ainsi que Nina Simone dans sa chanson enregistrée en 1962 Hey, Buddy Bolden et sortie sur son album Sings Ellington. Plus récemment le trompettiste de La Nouvelle-Orléans Wynton Marsalis par ses reprises et son titre Buddy Bolden (1999) a lui aussi rendu hommage au pionnier.